# Mauro Santambrogio
Mauro Santambrogio (* 7. Oktober 1984 in Erba) ist ein ehemaliger italienischer Radrennfahrer.

## Sportliche Karriere
Mauro Santambrogio begann seine Profikarriere 2004 beim italienischen Radsportteam L.P.R.-Piacenza. Im folgenden Jahr nahm er an der UCI Europe Tour teil, bei der er das Schweizer Eintagesrennen Giro del Lago Maggiore für sich entscheiden konnte. 2006 wechselte Santambrogio in das italienische ProTeam Lampre, in dessen Diensten er – nach einem kurzen Abstecher zum Team Tenax – bis Ende 2009 auch wieder stand. Zwischen 2010 und 2012 fuhr Santambrogio für das BMC Racing Team.
Im Jahr 2008 beendete er mit der Vuelta a España seine erste dreiwöchige Landesrundfahrt. Er belegte hierbei zwar nur den 121. Gesamtrang, konnte aber mit dem sechsten Platz beim Massensprint der Schlussetappe dennoch auf sich aufmerksam machen. Sein Debüt bei der Tour de France gab Santambrogio im Jahr 2009.
Seinen größten Erfolg konnte er im Jahr 2013 erzielen, als er eine Bergankunft beim Giro d’Italia bei äußerst schlechten Wetterbedingungen vor Vincenzo Nibali gewann. Er beendete die Rundfahrt als Neunter der Gesamtwertung. Am 3. Juni 2013 wurde jedoch bekannt, dass er auf der ersten Etappe des Giro d’Italia positiv auf das Dopingmittel EPO getestet wurde. Damit war es der zweite Dopingfall seines Teams Vini Fantini-Selle Italia bei der Italien-Rundfahrt nach Danilo di Luca. Im Oktober 2013 gab er an, dass er mit dem Gedanken gespielt habe, sich das Leben zu nehmen. Erst die Reaktion auf sein Abschiedstweet bei Twitter habe ihn davon abgehalten. Nachdem er mit der durch den im Jahr 2013 durch den neuen UCI-Präsidenten Brian Cookson initiierten Cycling Independent Reform Commission (dt. etwa: Unabhängige Radsport-Reformkommission) zusammenarbeitete, erhielt er eine bis zum 2. November 2014 laufende Sperre über 18 Monate statt einer möglichen Vierjahressperre.
Am 22. Oktober 2014, wenige Tage vor Ablauf seiner Sperre, wurde Santambrogio positiv auf Testosteron getestet. Er erklärte, die Einnahme des Präparats sei zur Behandlung von Erektionsstörungen erfolgt und er habe die UCI hierüber informiert. Im Oktober 2015 wurde er rückwirkend von Oktober 2014 an für drei Jahre gesperrt; daraufhin erklärte er seinen Rücktritt vom Elite-Radsport.

## Teams
- 2004 Team L.P.R.-Piacenza
- 2005 Team L.P.R.-Piacenza
- 2006 Lampre-Fondital
- 2007 Tenax (bis 28.07.) / Lampre-Fondital (ab 29.07.)
- 2008 Lampre
- 2009 Lampre-NGC
- 2010 BMC Racing Team
- 2011 BMC Racing Team
- 2012 BMC Racing Team
- 2013 Vini Fantini-Selle Italia (bis 03.06.)

## Erfolge
2005
- Giro del Lago Maggiore
- Bronze im Straßenrennen; Mittelmeerspiele in Almería

2009
- Tre Valli Varesine

2013
- Gran Premio Industria & Artigianato di Larciano

## Platzierungen bei den Grand Tours
| Grand Tour            | 2008 | 2009 | 2010 | 2011 | 2012 | 2013 | 2014 |
| --------------------- | ---- | ---- | ---- | ---- | ---- | ---- | ---- |
| Giro d’ItaliaGiro     | DNF  | –    | DNF  | –    | 86   | DSQ  | –    |
| Tour de FranceTour    | –    | 132  | DNF  | –    | –    | –    | –    |
| Vuelta a EspañaVuelta | 121  | –    | –    | 88   | 58   | –    | –    |

## Weblink
- Mauro Santambrogio in der Datenbank von Radsportseiten.com